# Almindelig hanekro
Almindelig hanekro (Galeopsis tetrahit) er en 20-80 cm høj urt, der vokser ved bebyggelser og i skovrydninger. Fund af frø eller pollen fra denne art anses for at være et sikkert tegn på, at området har været opdyrket.

## Beskrivelse
Almindelig hanekro er en enårig, urteagtig plante med en stiv, opret vækst. Stænglen er firkantet og beklædt med stive hår, især på de opsvulmede bladfæster. Bladene sidder korsvist modsat, og de er ægformede med grovtandet rand. Oversiden er græsgrøn, mens undersiden er en smule lysere. Begge sider af bladet er beklædt med stive hår. Blomstringen sker i juli-august, hvor man ser blomsterne sidde sammen i kranse ved bladfæsterne. De enkelte blomster er røde eller hvide, men med et mørkfarvet mønster. Underlæbens midterste lap er lige afskåret. Frugterne er kapsler med nogle få frø i hver.
Rodnettet består af en spinkel pælerod med nogle forholdsvis grove siderødder.
Højde x bredde og årlig tilvækst: 0,75 x 0,25 m (75 x 25 cm/år)

## Voksested
Almindelig hanekro findes udbredt i ukrudtssamfund på marker og langs veje og hegn samt på ruderater. Den stammer egentlig fra middelhavsegnene, men har bredt sig med jordbruget over hele Europa og er desuden naturaliseret i Nordamerika. Fund af frø eller pollen fra denne art anses for at være et sikkert tegn på, at området har været opdyrket. Arten foretrækker lysåbne og kvælstofrige voksesteder, men er mindre kræsen med hensyn til pH, fugtighed og temperaturforhold.
Ved "Hovstien" i Mårslet findes den sammen med bl.a. aftenpragtstjerne, agersvinemælk, agertidsel, alm. røllike, burresnerre, døvnælde, febernellikerod, hvas randfrø, kløftet storkenæb, kruset skræppe, lancetvejbred, rejnfan, skivekamille, stor nælde og vild kørvel.

## Note
1. ↑  Rune Stenholm Jakobsen, Kaj Christensen og Per Henrik Hansen (red.): Naturen...hos os i Mårslet (Webside ikke længere tilgængelig)